# 農林漁業団体職員共済組合
農林漁業団体職員共済組合（のうりんぎょぎょうだんたいしょくいんきょうさいくみあい）は、農林漁業団体職員共済組合法に基づいて設立された共済組合で農林漁業関係団体とその子会社の職員を組合員としている。1959年（昭和34年）1月1日に厚生年金から分離する形で発足。
厚生年金保険制度及び農林漁業団体職員共済組合制度の統合を図るための農林漁業団体職員共済組合法等を廃止する等の法律（平成13年法律第101号、以下統合法という）に基づいて、2002年（平成14年）4月に共済年金の一つであった農林年金は厚生年金と統合し、2階部分は厚生年金に移行、3階部分である職域年金部分は特例年金として給付することとなった。制度への新規加入は終了している。
なお、統合法附則第25条第1項に基づき、特例年金等にかかわる業務を行うため、統合後も農林漁業団体職員共済組合は存続するものとしている。

## 構成組合

### 総合農協
- 一般社団法人全国農業協同組合中央会
- 全国農業協同組合連合会

### 専門農協
- 日本文化厚生農業協同組合連合会
- 日本園芸農業協同組合連合会
- 全国酪農業協同組合連合会
- 全国畜産農業協同組合連合会
- 全国開拓農業協同組合連合会
- 日本養鶏農業協同組合連合会
- 一般社団法人日本販売農業協同団体連合会

### 農業共済
- 公益社団法人全国農業共済協会

### 土地改良
- 全国土地改良事業団体連合会

### 森林組合
- 全国森林組合連合会

### たばこ
- 全国たばこ耕作組合中央会

### 漁協
- 全国漁業協同組合連合会

### 漁船保険
- 日本漁船保険組合